# جيبوتيون
الجيبوتيون (بالفرنسية: Djiboutiens)‏ و (بالصومالية: Jabuutiyaan)‏ هم الأشخاص الذين يسكنون أو ينحدرون من جيبوتي. تتكون البلاد بشكل أساسي من مجموعتين عرقيتين، وهي الصومالية. والعفار. لديها العديد من اللغات على الرغم من أن الصومالية والعفارية هما الأكثر انتشارًا، فإن العربية والفرنسية هما اللغتان الرسميتان يوجد شتات جيبوتي في أمريكا الشمالية وأوروبا وأستراليا.

## التركيبة السكانية
يبلغ عدد سكانها حوالي 884017 ألف نسمة. نما عدد سكان جيبوتي بسرعة خلال النصف الأخير من القرن العشرين، حيث ارتفع من حوالي 69589 في عام 1955 إلى حوالي 869099 بحلول عام 2015. التركيبة العرقية لجيبوتي هي 56.2٪ صوماليون، 24.2٪ عفار، 15.6٪ عرب، 6.675٪ عرب جيبوتي سكان أصليون، 4.525٪ يمنيون، 4.4٪ عمانيون و 5٪ آخرون. تتكون العشيرة الصومالية بشكل أساسي من عشيرة عيسى دير، تليها قبيلة غادابورسي وإسحاق. تتكون نسبة 5 ٪ المتبقية من سكان جيبوتي بشكل أساسي من الإثيوبيين والأوروبيين الفرنسيين والإيطاليين والسويديين،  ما يقرب من 76 ٪ من السكان المحليين هم من سكان المدن أما البقية فهم من الرعاة. 
| المجموعات العرقية في جيبوتي 2015 | المجموعات العرقية في جيبوتي 2015 | المجموعات العرقية في جيبوتي 2015 | المجموعات العرقية في جيبوتي 2015 | المجموعات العرقية في جيبوتي 2015 |
| -------------------------------- | -------------------------------- | -------------------------------- | -------------------------------- | -------------------------------- |
| المجموعة العرقية                 |                                  |                                  |                                  |                                  |
| صوماليون                         | صوماليون                         |                                  | 60%                              | 60%                              |
| عفر                              | عفر                              |                                  | 35%                              | 35%                              |
| إسحاق                            | إسحاق                            |                                  | 5%                               | 5%                               |

بعد الحرب الأهلية عام 1991، هاجر العديد من الجيبوتيين إلى الخارج. يقيم معظمهم في أوروبا وأمريكا الشمالية والشرق الأوسط.

## اللغات
يتكلم الجيبوتيون العربية والفرنسية، و الصومالية والعفرية أيضًا، وهما اللغتان الأم للمجموعات العرقية الصومالية والعفارية، على التوالي. تنتمي كلتا اللغتين إلى العائلة الأفرو آسيوية الأكبر.

## الأديان
الدين في جيبوتي 2016

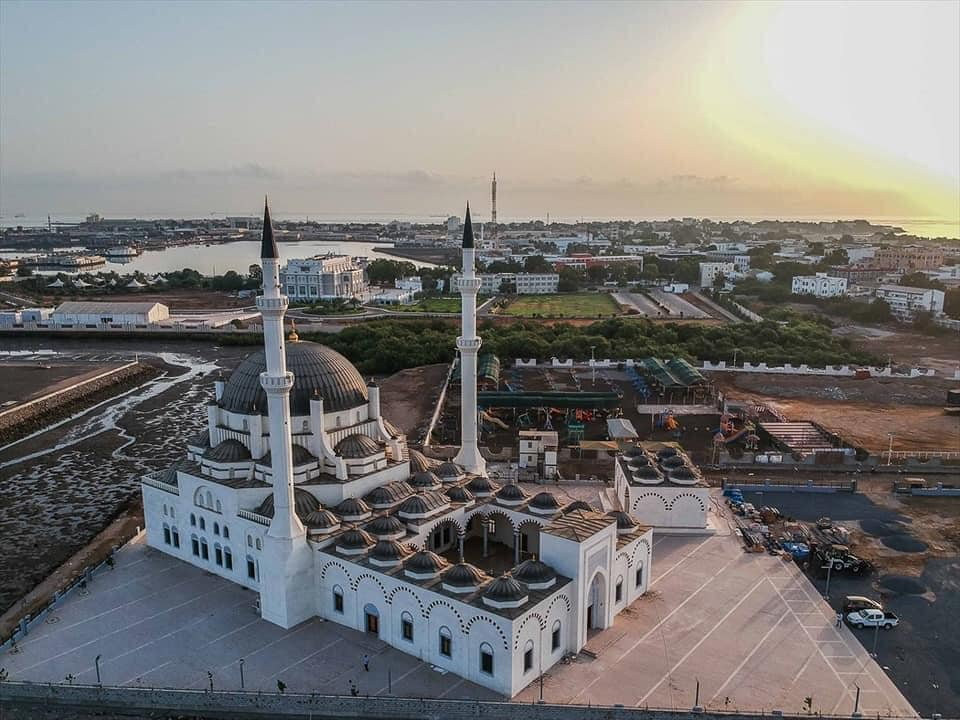
مسجد عبدالحميد الثاني في جيبوتي

دخل الإسلام المنطقة في وقت مبكر جدًا، حيث لجأت مجموعة من المسلمين المضطهدين عبر البحر الأحمر في القرن الأفريقي بناءً على طلب النبي محمد . وفي عام 1900، خلال الجزء الأول من الحقبة الاستعمارية، لم يكن هناك أي مسيحيين تقريبًا في المنطقة، حيث جاء حوالي 100-300 من الأتباع فقط من المدارس ودور الأيتام للبعثات الكاثوليكية القليلة في أرض الصومال الفرنسية. الإسلام هو القوة الدافعة وراء وحدة المجموعات العرقية المختلفة من أجزاء مختلفة من البلاد، وقد شكل بشكل كبير قيم وتقاليد جيبوتي.